# Jean Bouvier (écrivain)
Pour les articles homonymes, voir Jean Bouvier (homonymie) et Bouvier.
Jean Bouvier, né le 24 octobre 1869 à Plœuc-sur-Lié (Côtes-du-Nord) et mort le 2 mars 1935 à Paris 14e, est un écrivain de langue française, auteur de romans populaires.
Il a été conseiller de préfecture de l'Orne de 1896 à 1908, et vice-président de ce conseil[Quand ?].